# Change the World
Pour les articles homonymes, voir Change the World (homonymie).
Change the World est une chanson écrite par Tommy Sims (en), Gordon Kennedy (en) et Wayne Kirkpatrick, et produite par Kenneth Edmonds. Elle a été enregistrée pour la première fois par Wynonna Judd en février 1996 pour son album Revelations, mais la version la plus connue est celle d'Eric Clapton, enregistrée en juillet 1996 pour la bande originale du film Phénomène. La version de Clapton a reçu plusieurs récompenses, dont trois Grammy Awards.

## Distinctions

### Récompenses
- Grammy Awards 1997 : chanson de l'année, enregistrement de l'année et meilleur chanteur pop

### Nominations
- MTV Movie Awards 1997 : meilleur chanson de film